# David Essex
David Essex, eg. David Albert Cook, född 23 juli 1947 i Plaistow, Newham, London, är en brittisk sångare och skådespelare.
Han slog igenom i Londonuppsättningen av rockmusikalen Godspell (baserad på Matteusevangeliet, med Jesus och lärjungarna klädda som clowner) 1971, där han spelade Jesus. Medverkade i filmen Stardust 1974.
1978 spelade han, vid premiären, berättaren, Che Guevara i Lloyd Webbers musikal Evita. 
1983 satte han upp den egna musikalen Mutiny!. Den var baserad på historien om myteriet på Bounty, och han spelade själv rollen som myteriledaren Fletcher Christian.
Som sångare fick David Essex sitt genombrott med albumet Rock On 1973.